# Mentor (literarna revija)
Revija Mentor izhaja od leta 1978, štirikrat letno. Izdaja jo Javni sklad Republike Slovenije za kulturne dejavnosti, financira pa jo Ministrstvo za kulturo RS, z manjšim deležem pa tudi naročniki revije. Prvenstveno je namenjena uveljavljajočim se avtorjem.  
Prve letnike je uredil Peter Božič kot glavni urednik in Dragica Breskvar kot odgovorna urednica, od leta 1992 jo ureja Dragica Breskvar. 

### Koncept
Revija poleg literarnih besedil objavlja literarne kritike (poudarek na prvencih in samozaložniških izdajah), reportaže in poročila o literarnih dogodkih po Sloveniji in tudi v tujini, gledaliških, plesnih in drugih prireditvah, prevode (predvsem mladih prevajalcev), intervjuje, dnevnike, eseje.  
Posebna rubrika Najstnik/Najstnica je posvečena mladim ustvarjalcem na OŠ in SŠ, oceni šolskih glasil, šoli kreativnega pisanja, ki jo vodi Goran Gluvić, ter napotkom za branje. 